# Scuola del sospetto
Scuola del sospetto è un termine coniato da Paul Ricœur, divenuto usuale in ambito filosofico per sottolineare una caratteristica che accomuna le elaborazioni filosofiche critiche delle ideologie, intese come falsa coscienza, sviluppate nel XIX e XX secolo da Karl Marx, Friedrich Nietzsche e poi anche da Sigmund Freud. 
Marx mostra come, in virtù di una critica più attenta, la verità celata dalle ideologie sveli il vero obiettivo di queste ultime, ossia il preservare gli interessi di classe (materialismo storico).

Nietzsche, da parte sua, mostrò come avessero i piedi di argilla, vale a dire la natura molto fragile di queste fondazioni della verità, in quanto "umane troppo umane" anche se all'apparenza granitiche (metodo genealogico).

Freud mise in guardia da ogni razionalizzazione dell'Io da lui inteso come una struttura continuamente minacciata, una piccola isoletta emersa dal mare dagli assalti incessanti dell'oceano dell'inconscio (metodo psicoanalitico).